# Beroe Stara Zagora
Beroe Stara Zagora (Bulgaars: ПФК Берое Стара Загора) is een voetbalclub uit Bulgarije.

## Geschiedenis
Er werd al vanaf 1916 gevoetbald in de stad. Op 4 mei 1924 fuseerden Borislav en Rekord tot Beroja Stara Zagora, hoewel leden van Rekord zich een maand later al afsplitsten om die club herop te richten. Deze club werd in 1926 regionaal kampioen. In deze tijd was er nog geen algemene competitie, enkel een eindronde om de landstitel. De club verloor in de eerste ronde van Botev Pazardzjik. Later dat jaar fuseerde de club met Pobeda en Oeragan tot Bulgarija. In augustus 1927 fuseerden Bulgarija en Svetoslav (voormalig Rekord) zich als Botev. Amper een jaar later volgde er opnieuw een fusie met de club Trajana. Trajana nam in 1929 deel aan de nationale eindronde en verloor in de eerste ronde van Levski Boergas.
Op 8 augustus 1929 werd er een nieuwe club opgericht in de stad, Borislav, de club die ook al van 1922 tot 1924 bestond. Deze club werd in 1932 kampioen, maar ook deze club verloor in de nationale eindronde, nu van Slava Jambol. Een jaar later won voor het eerst een club uit de stad in de eindronde, maar in de tweede ronde verloren ze van Botev Jambol.
In 1949 werden er in de stad nieuwe clubs opgericht zoals in heel Bulgarije, Dinamo, Energija, Stroitel, Spartak en Tsjerveno zname. In 1957 fuseerden de clubs tot Botev Beroe Stara Zagora. Deze club speelde in 1958 in de hoogste klasse. Tijdens het seizoen 1958/59 fuseerde Botev met Lokomotiv en werd zo Beroe Stara Zagora. De fusieclub degradeerde meteen uit de hoogste klasse, maar kon na één seizoen terugkeren en werd nu een vaste waarde. In 1965 eindigde de club op een knappe vijfde plaats. Door wangedrag van de supporters werd de club in 1969/70 na achttien wedstrijden uit de competitie gezet en werden alle resterende wedstrijden als een 0-3 nederlaag aangerekend. Na één jaar tweede klasse kon de club wel terugkeren. Bij de terugkeer werd Beroe derde waardoor ze voor het eerst Europa in mochten. De club verloor in de 1/8ste finale van de UEFA Cup van OFK Belgrado. Na een middelmatig seizoen degradeerde de club in 1974. Datzelfde seizoen bereikte de club in de Europacup II de kwartfinale tegen latere winnaar 1. FC Magdeburg. Eerst had het Austria Wien vernederd met 7-0 en 3-1. Na één seizoen keerde de club terug naar de hoogste klasse.
In 1979 mocht de club het in Europa opnemen Juventus en won thuis met 1-0, in Turijn verloor de club met 1-0 waardoor verlengingen nodig waren, waarin Juventus nog twee keer het net wist te vinden. Na een nieuwe degradatie in 1982 kon de club ook nu meteen terugkeren en in 1986 werden ze voor het eerst landskampioen.
In 1995 ging het bergaf met de club, een degradatie naar 2e kon niet vermeden worden en Beroe zakte totaal weg tot in de 4e klasse. De club kon langzaam maar zeker terugklimmen naar de hoogste klasse die in 2004 bereikt werd. Na enkele middelmatige seizoenen volgde in 2008 wederom een degradatie. De afwezigheid in hoogste klasse werd deze keer maar tot één seizoen beperkt.

## Erelijst
- Professional A Football Group

Winnaar: 1986
- Beker van Bulgarije

Winnaar: 2010, 2013
- Bulgaarse Supercup

Winnaar: 2013
- Balkan Cup

Winnaar: 1968, 1969, 1983, 1984

## Eindklasseringen vanaf 1953
| 1 |

| 14 |

| 6 |

| 1 |

| 1 |

| 10 |

| 11 |

| 1 |

| 10 |

| 9 |

| 12 |

| 14 |

| 5 |

| 6 |

| 10 |

| 10 |

| 12 |

| 16 |

| 1 |

| 3 |

| 13 |

| 15 |

| 1 |

| 10 |

| 9 |

| 6 |

| 7 |

| 4 |

| 10 |

| 15 |

| 1 |

| 4 |

| 12 |

| 1 |

| 13 |

| 6 |

| 5 |

| 10 |

| 9 |

| 7 |

| 10 |

| 7 |

| 16 |

| 18 |

| 12 |

| 17 |

| 1 |

| 13 |

| 12 |

| 14 |

| 7 |

| 1 |

| 10 |

| 10 |

| 11 |

| 14 |

| 1 |

| 10 |

| 7 |

| 10 |

| 7 |

| 8 |

| 2 |

| 3 |

| 9 |

| 4 |

| 4 |

| 6 |

| 6 |

| 7 |

| 14 |

| 11 |

| 8 |

| Parva Liga/A Grupa | Vtora Liga/B Grupa | Treta Liga/V AFG | A OFG Regionaal |

## In Europa
Beroe Stara Zagora speelt sinds 1972 in diverse Europese competities. Hieronder staan de competities en in welke seizoenen de club deelnam:
- Europacup I (1x)

1986/87
- Europa League (4x)

2010/11, 2013/14, 2015/16, 2016/17
- Europacup II (2x)

1973/74, 1979/80
- UEFA Cup (2x)

1972/73, 1980/81

## Bekende (oud-)spelers
- Erol Erdal Alkan
- Emil Angelov
- Nordin Bakker
- Daniel Bekono
- Ibrahima Conté
- Spas Delev
- Vanja Džaferović
- Ivan Goranov
- Kamen Hadzhiev
- Ivan Ivanov
- Petar Jekovic
- Abdelkarim Kissi
- Stojan Kolev
- Isaak Kuoke
- Keelan Lebon
- Danail Mitev
- Ivajlo Petrov
- Petko Petkov
- Borislav Stojtsjev
- Ahmed Touba
- Zdravko Todorov
- Gerasim Zakov
- Zjivko Zjelev (jeugd)
- Vladislav Zlatinov